# Надзвичайні і Повноважні Посли країн Африки в Україні
Надзвичайні і Повноважні Посли країн Африки в Києві (Україна). Інформація актуальна станом серпень 2019 року.

## Алжир
1. Бельрамуль Камерзерман (Belramoul Kamerzerman) (1992—1997)[1]
2. Шихі Шериф (Шеріф Шихі; Cherif Chikhi) (1997—2004)[1]
3. Мокаддем Бафдаль (Mokaddem Bafdal) (2004—2009)[1]
4. Мохаммед Башир Маззуз (Mohammed Bachir Mazzouz) (2009—2015)[1]
5. Хосін Буссуара (Hocine Boussouara) (2015—)[1][2]
6. Джихед Еддін Белькас (9 грудня 2021 —)[3]

## Ангола
1. Монтейру Роберту Леал Рамуш (2000—2006)
2. Самуель Тіто Армандо (2008—2012)[4]
3. Жоакім Аугусто де Лемуш (Joaquim Augusto de Lemos) (2012—)[5]

## Ботсвана
1. Бернадет Себаге Ратеді (Bernadette Sebage Rathedi), з резиденцією в Стокгольмі.
2. Ламек Нтекела (Lameck Nthekela) (2015)[2]

## Буркіна-Фасо
1. Ксав'є Ніодого (Xavier Niodogo) (2009—2011)[6]
2. пані Марі Оділе Банкоунгоу-Баліма (Marie Odile Bonkoungou-Balima) (2013—2015)[7]

## Бурунді
1. Апполонія Сімбізі (Appolonie Simbizi) (1997—2001)
2. Жермен Нкешімана (Germain Nkeshimana) (2001—2006)[8]
3. Ренова Ндайірукіє (Renova Ndayirukiye) (2008—2009)[9]
4. Ізідор Нібізі (Isidore Nibizi) (2009—2011)[10]
5. Гійом Рузовійо (Guillaume Ruzoviyo) (2011—2014)[11][12]

## Бенін
1. Констант Бабатунде Кукуї (Constant Babatoundé Koukoui) (1993-)[13]
2. Віссінто Аі д'Альмейда (Vissinto Ayi d'Almeida) (2006—2012)[14]
3. Анісет Габріель Кочофа (Aniset Gabriel Kochofa) (2013—2016)[7]

## Гана
1. Едвард Апау Мантей (Edward Apau Mantey) (2006—2009)[15]
2. Сет Корантенг (Seth Koranteng) (2011—)[16]
3. Франциска Ашіті-Одунтон (Francisca Ashietey-Odunton) (з 2024)[17]

## Габон
1. Поль Біє-Ейене (Paul Bie-Eyene)[18].

## Гвінея
1. Мохамед Шеріф Діалло (Mohamed Cherif Diallo) (1993—1996)[19]
2. Джиги Камара (Djigui Camara) (1996—2000)
3. Амара Бангура (Amara Bangoura) (2001—2011)
4. Мохамед Кейта (Mohamed Keita) (2012-2021)[20][2]
5. Умар Канде (Oumar Kande) (2023-)[21][22][23]

## Гвінея-Бісау
1. Секо Інтчассо (Seko Intchasso) (2013—)[24][25][26]

## Джибуті
1. Абді Ібрагім Абсієх (Abdi Ibrahim Absieh) (2012-)[27][28]

## Екваторіальна Гвінея
1. Фаусто Абесо Фума (Fausto Abeso Fuma) (2005-)[29]
2. Філіберто Нтутуму Нгема (Filiberto Ntutumu Ngema) (2013—)[30]

## Еритрея
1. Теклай Мінассіє Асгедом (Teklay Minassie Asgedom) (2004—2014)[31]

## Ефіопія
1. Текетель Форссідо (Teketel Forssido) (2006—2012)[32] з резиденцією в Москві
2. Касахун Дендер Мелесе (Kasahun Dender Melese) (2012—2017)[33]
3. Кума Демекса Токон (Kuma Demeksa) (2017-)[34] з резиденцією в Берліні[35][2].

## Єгипет
1. Гусейн Камаль-Елдін Шалаш (Hussein Kamal El Din Shalash) (1993—1997)
2. Мохамед Омар Ель-Фарук Хасан (1997—2002)
3. Мона Алі Хашаба (2002—2005)
4. Юсеф Мустафа Зада (2005—2008)
5. Ясір Мохамед Атеф Абдель Кадер (2008—2012)
6. Усама Тауфік Бадр (2012—2016)[36]
7. Хоссам Ельдін М. Алі (2016—2020)[37][38]
8. Айман Елгаммал (2020—2024)
9. Баракат Еллейті (з 2024)

## Замбія
1. Нчимунья Джон Сікаулу (Nchimunya John Sikaulu) (1995—2001)
2. Лайсон Потіфер Тембо (Lyson Potipher Tembo) (2002—2005)
3. Пітер Лусака Чінтала (Peter Chintala) (2005—2010)[39]
4. Патрік Найлобі Сіньінза (Patrick Nailobi Sinyinza) (2010—2012) Patrick Sinyinza(інші мови)
5. Фредерік Шумба Хапунда (Fredrick Shumba Hapunda) (2012-)[40]

## Зімбабве
1. Мішек Юліус Мпанде Сібанда (Mishek Julius Mpande Sibanda) (1993—1996)[41]
2. Джевана Бен Масеко (Jevana Ben Maseko) (1996—2000)
3. Агріппа Мутамбара (Agrippa Mutambara) (2000—2005)
4. Фелекезела Мфоко (Phelekezela Mphoko) (2005—2010)
5. Боніфас Гува Чідьяусіку (Boniface Guwa Chidyausiku) (2012—2015)[42]

## Кабо-Верде
1. Луїс де Матос Монтейру Да Фонсека (1993-)

## Кенія
1. Діксон Ірері Катамбана (Dickson Ireri Kathambaga) (1994—1998)[43][44][45]
2. Мешак Джордж Ньямбаті (Meshack George Nyambati) (2000—2002)[46][47][48]
3. Метью Катуріма М'ітірі (Matthew Kathurima M'Ithiri) (2004—2005)[31]
4. Соспетер Мачаге (Sospeter Magota Machage) (2005—2010)
5. Пауль Кібівотт Кургат (Paul Kibiwott Kurgat) (2011—2015)[16]

## Кот-д'Івуар
1. Дієудонне Ессієнне (Dieudonne Essienne) (1999—2000)[49]
2. Жан-Клод Калу-Дже (Jean-Claude Kalou-Dje) (2002—2006)
3. Гнаньо Філібер Фаніді (Hnano Filiber Fanidi) (2009—2013)
4. Бернар Тано-Бучує (Bernard Tano-Buchue) (2013—)[7]

## Лівія
1. Мухамед Аль-Буейши (1999) т.п.[50]
2. Седдіг Мухамед Аль-Шибані Аль-Гвері (Al-Seddig Mohammed Al-Shibani-Al-Gveri) (2002—2008)[51]
3. Фейсал Атія Альшаарі (Feisal Atiya М. Alshaari) (2008—2012)[51]
4. Салех Кадум (Saleh Kadoum) (2012—2013)[51][1]
5. Алхаді І.А. Асбає (Alhadi I.A. Asbaie) (2013—2014)[1]
6. Мохамед Салахеддін Нуреддін Шеллі (Mohamed Salaheddin Nureddin Shelli) (2014[52]-2017)
7. Ахмед М.А. Табулі (Ahmed M. A. Tabuli) (2017—2018) т.п.[1]
8. Абдуразак М.С. Граді (2018—2021) т.п.[2]
9. Бенісса Адел О.А. (2021—2023) т.п.
10. Осама Аблгасем (Osama Ablgasem) (2023—)[53][54][55]

## Лесото
1. Макасе Ньяпхісі (Makase Nyaphisi) (2006—2012), з резиденцією в Берліні, без вручення вірчих грамот
2. Лінео Нтоане (Lineo Ntoane) (2013—2016)

## Маврикій
1. Махендр Досіа (Mahendr Dosia)[56]

## Мавританія
1. Камара Алі Геладіо (Kamara Aly Gueladio) (1993—1995)[57] з резиденцією в РФ
2. Амаду Расин БА (Amadou Racine BA) (1996—2000)
3. Мохамед Махмуд Ульд Мохамед Валль (Mohamed Mahmoud Ould Mohamed Wall) (2001—2003)[58][59]
4. Мохамед Махмуд Ульд Дахі (Mohamed Mahmoud Ould Dahi) (2004—2008)[31][60]
5. Були Ульд Могуеая (Boulah Ould Mogueye) (2008—2011) Boulah_Ould_Mogueye[en]
6. Сіді Мохамед Ульд Талеб Амар (Sidi Mohamed Ould Taleb Amar) (2011—2015)[61]
7. Мохамед Махмуд Брахім Хліл (Mohamed Mahmoud Ould Brahim Khlil) (2018-)[62][63] з резиденцією в Берліні.

## Мадагаскар
1. Елуа Альфонс Максим Дуву (Eloi Maxime Alphonse) (2004-)

## Малаві
1. Ісаак Ламба (Isaac Chikwekwere Lamba)[9][64]

## Малі
1. Брехіма Сіре Траоре (Bréhima Siré Traoré) (2005—2009)[65]
2. Брахіма Кулібалі (Brahima Koulibaly) (2009—2012)[9]

## Марокко
1. Ахмед Бурзаім (1998-2000)[66]
2. Мохамед Азхар (Mohamed Azhar) (2000 — 2004)[1]
3. Абдельжаліль Саубрі (Abdeljalil Saubri) (2004-2013)[1]
4. Міна Тунсі (Mme Mina Tounssi)[67] (2013—2018)[68]
5. Фауз Ель Ашабі (Mme Faouz El Achabi) (2018-)[69]

## Мозамбік
1. Бернарду Марселіну Шерінда (Bernardo Marcelino Sherinda) (2004—2012)[31][70]
2. Маріо Сараіва Нгвенья (Mario Saraiva Ngwenya) (2013—)[7]

## Намібія
1. Самуель Кавето Мбамбо (Samuel Kaveto Mbambo)[71]
2. Ндалікуталах-Че Томас Каматі (Ndalikutalah-Che Thomas Kamati) (2011-)[72][73]

## Нігерія
1. Нанна Альфред Джон (Nanna John) (2000—2004)[1]
2. Ігнатіус Хекайре Аджуру (Ignatius Adzhuro) (2004—2008)[1]
3. Ібрагім Пада Касай (Ibrahim Pada Kasai) (2008—2012)[74]
4. Франк Нгозі Ісох (Frank Ngozi Isoh) (2012—2014)[75][76]
5. Афолабі Джуліус Адефідіпе (Afolabi Julius Adefidipe; Afolabi Dzhulius Adefidipe) (2014—2016) т. п.[1]
6. пані Естер Джоел Сансува (Mrs. Esther Joel Sunsuwa) (2016—2018) т.п.
7. Мартін С.Адаму (Martin S.Adamy) (2018—2021) т.п.
8. Шіна Фатай Алеге (Shina Fatai Alege) (2021—)

## ПАР
1. Діон ван Скуер (Deon van Schoor) (1993—1995), посол[77][78][79]
2. Ілія дю Буіссон (Ilia du Buisson) (1995—1996) т.п.[1]
3. Хуесен Пітер фан Рензбург (Peter Fan Renzburg Huesen) (1996—1998)[1]
4. Девід де Вільє дю Буіссон (David de Villa du Buisson) (1998—1999) т.п.[1]
5. Деларей Ван Тондер (Delarey Van Tonder) (1999—2004)[1]
6. Ашраф Сентсо (Ashraf Sentso) (2004—2008)[1]
7. Андріс Фентер (Andris Fenter) (2008—2012)[1]
8. Чупу Стенлі Матабата (Chupu Stan Mathabatha) (2012—2013)[42]
9. Тандо Даламба (Tando Dalamba) (2013—2014) т.п.[1]
10. Христіан Альбертус Бассон (Christiaan Albertus Basson) (2014[52]-2018)
11. Номонді Мджолі (2018—2019) т.п.[2]
12. Андре Йоганнес Хруневалд (Andre Johannes Groenewald) (2019-2023)[80][81].
13. Шуейб Касу (Shoayb Casoo) (2023-)[82]

## Республіка Руанда
1. Крістін Нкулікіїнка (Christine Nkulikiyinka) (2009—2015), з резиденцією у Берліні.
2. Ігор Цезар (Igor Cesar) (2017-)[34]

## Республіка Конго
1. Жан-П'єр Луейбо (Jean-Pierre Louyebo) (2011—2012)[83]
2. Еме Кловіс Гійон (Aime Clovis Guillond) (2013-)[84]

## Демократична Республіка Конго
- Моїз Кабаку Мучаїл (Moyiz Kabaku Muchayil) (2006—2010) [85]
- Алі Рашиді Моїз (2010—2015)
- Валентин Нкуман Тавун Матунгул (2015—2018)

## Сенегал
1. Амаду Дабо (Amadou Dabo) (2017—2019)[34][86]
2. Папа Діоп (Papa Diop) (2021-)[3]

## Судан
1. Ендрю Макур Тоу (Andrew Makur Thou) (1995), за сумісництвом[87]
2. Ібрагім аль-Башір Осман аль-Кабаші (Ibragim Al-Bashir Osman Al-Kabashi) (2000—2003), за сумісництвом
3. Чол Денг Алак (Chol Deng Alak) (2004—2008), за сумісництвом[31]
4. Сіраджуддін Хамід Юсеф (Sirajuddin Hamid Yousuf) (2009—2010), за сумісництвом
5. Мохамед Хуссейн Заруг (Mohamed Hussein Hassan Zaroug) (2010—2013), за сумісництвом
6. Анас Елтаєб Елгаілані Мустафа (Anas Al-Tayeb Gailani; Anas Eltayeb Elgailani Mustafa) (2013—2017), з резиденцією в Києві[88][89]
7. Осама Алі Саріх Рабіх (Osama Ali Sarih Rabih) (2017) т.п.[1]
8. Мохамед Еіса Ісмаїл Дахаб (Mohammed Eisa Ismail Dahab) (2018-)[90][91][1].

## Сьєрра-Леоне
1. Мелроуз Бейо Кай-Банья (Merlose Beyon Kai-Banya) (1999—2007)[92]
2. Салью Мохамед Турей (Salieu Mohammed Turay) (2010—2011)[93]
3. Джон Сар Френсіс Ямбасу (John Sahr Francis Yambasu) (2011—)[94]

## Танзанія
1. Єва Ліліан Нзаро (Eva Lilian Nzaro) (1998—2002)[95]
2. Патрік Сєгєджа Чокала (Patrick Segeja Chokala) (2004—2008)[31][96]
3. Джака Мгвабі Мвамбі (Jaka Mgwabi Mwambi) (2012—2018)[97]

## Тоголезька Республіка
1. Квамі Крістофа Дікену (2016-)[98]

## Туніс
1. Бензарті Ламін (1993—1996)
2. Елаті Мохамед Мішель (1996—1998)
3. Халіфа Ель Хафді (Khalifa El. Hafdhi) (1999—2002)[99]
4. Мохамед Беллажі (Mohamed Bellagi) (2002—2007)[100][101]
5. Хмаіс Джинауї (2008—2011)[32]
6. Алі Гуталі (2012—2017)[102]
7. Мухаммед Алі Шихі (Mohamed Ali Chihi)[103]

## Уганда
1. Мозес Ебук (Moses Ebuk) [104][105]
2. Стівен Мубіру (Stephen Mubiru) (з 2024)[17]

## ЦАР
1. Бондаренко Олександр Анатолійович

## Чад
1. Аль-Хаббо Махамат Салех (Al-Habbo Mahamat Saleh) (1993—1999)[106]
2. Джібрін Абдул (Djibrine Abdoul) (2009—2012)
3. Юссуф Абассалах (Youssouf Abassalah) (з 2015)[107]